# Али Даи
Али Даи (на персийски: علی دایی, на латиница: Ali Daei, изговаря се [æˈliː dɑːˈiː]) е ирански футболист (централен нападател), футболен треньор и деятел на ФИФА. Етнически азер. Той е настоящ рекордьор по брой вкарани голове на международни футболни срещи (109).

## Биография
Започва футболната си кариера в родния си град в отбора на Естегхлал (Ардабил). Играл е в елитните германски тимове Арминия Билефелд, Херта Берлин и Байерн Мюнхен. От 2006 г. прекратява участията си в националния отбор на Иран.
До 28 май 2007 г. е играещ треньор на иранския ФК Сайпа. От началото на сезон 2007 – 2008 г. е треньор на „Сайпа“. От юни 2007 г. е член на футболния комитет на ФИФА.
Завършил е висше образование в областта на металургията.
През 2022 г. участва в масовите протести в Иран след убийството на Махса Амини за неправилно носене на хиджаб. Той призовава властите да решат проблемите на хората вместо да ползват насилие, поради което е арестуван и осъден на смърт.

## Рекорди
Али Даи е единственият футболист в света, който е отбелязал над 100 гола в официални международни срещи. Като национален състезател на родината си Иран през периода 1993 – 2006 г. има 149 мача и 109 отбелязани гола. Стотния си гол в националния отбор отбелязва през 2004 г. в срещата Иран – Лаос.

## Постижения

### Национален отбор
- Световно първенство
  - 1998, 0 гола
  - 2006, 0 гола
- Първенство на Азия
  - 1996, 8 гола
  - 2000, 3 гола
  - 2004, 3 гола

### Клубни отбори
- Шампион на Германия
  - 1998 – 99 с „Байерн“ (Мюнхен)
- Шампион на Иран
  - 1995 – 96 с „Персеполис“
  - 2006 – 07 с ФК „Сайпа“
- Купа на Германия
  - 1998 – 99 с „Байерн“ (Мюнхен)
- Купа на Иран
  - 2004 – 05 със „Саба Батери“

### Индивидуални
- 1994
  - Голмайстор на финалния кръг на азиатските квалификации за Световното първенство през 1994 г. в Доха с 4 гола
- 1996
  - Голмайстор на финалите на първенството на Азия в ОАЕ с 8 гола
  - Обявен за топ голмайстор на годината в света с 22 гола в националния отбор
- 1998
  - Голмайстор на Азиатските игри в Банкок с 9 гола
- 1999
  - Футболист на годината на Азия
- 2000
  - Обявен за трети голмайстор на годината в света с 20 гола в националния отбор
- 2002
  - Голмайстор на азиатските квалификации за Световното първенстнво през 2002 г. с 10 гола в 10 мача
- 2004
  - Голмайстор на Иранската премиер лига за сезон 2003 – 04 с 16 гола
  - Обявен за топ голмайстор на годината в света със 17 гола в националния отбор
- 2005
  - Голмайстор на Шампионата на Западна Азия на финалите в Техеран с 5 гола
- 2007
  - Класиран на 26-о място в класацията на Асоциацията по футболна статистика

### Като треньор
- Шампион на Иран
  - 2006 – 07 с ФК „Сайпа“